# Афанасий (Бончев)
Архимандрит Афанасий (болг. Архимандрит Атанасий; в миру Димитр Христов Бончев, болг. Димитър Христов Бончев; 3 февраля 1915, Разград — 29 июля 1978) — архимандрит Болгарской православной церкви, церковный учёный.

## Биография
Родился 3 февраля 1915 года в городе Разград, Болгария. В тринадцать лет остался круглым сиротой.
Окончил последовательно Софийскую духовную семинарию, Богословский факультет Софийского университета и Философский факультет университета в Марбурге, Германия, где специализировался в области славистики и византологии и в 1945 году защитил докторскую степень по философии (15 декабря 1947 года его диплом был признан Министерством народного просвещения Болгарии).
После этого вернулся в Болгарию и преподавал немецкий язык в Софийской духовной семинарии в Софии, а затем в Черепише после перемещения семинарии туда в 1950 году.
В 1955 году назначен настоятелем Болгарского подворья в Москве, но из-за тяжёлого заболевания в следующем году был отозван из Москвы и до 1960 года был послушником в Бачковском монастыре.
С 1960 года до ухода на пенсию в 1976 году архимандрит Афанасий работал старшим научным сотрудником в отделе рукописей и старопечатных книг в Церковном историко-археологическом музее при Священном синоде в Софии.
Скончался 29 июля 1978 года от рака.

## Труды
Был автором множества статей и заметок по церковно-общественным и церковно-историческим вопросам, многие из которых опубликованы в Церковном вестнике. Среди его публикаций наиболее примечательны:
- Църковнославянска граматика. Речник на църковнославянския език, Синодално издателство, София, 1952.
- Жития на светиите, Синодално издателство, София, 1991 (совместно с епископ Левкийским Парфением).
- Речник на църковнославянския език (в 2 тт.), Народна библиотека «Св.св. Кирил и Методий», София, 2002.
- Климент Охридски — слова и поучения, превод от старобългарски език, Синодално издателство, София.